# Видріхинський сільський округ
Видрі́хинський сільський округ (каз. Выдриха ауылдық округі, рос. Выдрихинский сельский округ) — адміністративна одиниця у складі Шемонаїхинського району Східноказахстанської області Казахстану. Адміністративний центр — село Видріха.
Населення — 2021 особа (2021; 2589 у 2009, 3190 у 1999, 2952 у 1989).
Станом на 1989 рік існувала Видріхинська сільська рада (села Видріха, Межовка).

## Склад
До складу округу входять такі населені пункти:
| Населений пункт | Старі назви | Населення, осіб (1989) | Населення, осіб (1999) | Населення, осіб (2009) | Населення, осіб (2021) |
| --------------- | ----------- | ---------------------- | ---------------------- | ---------------------- | ---------------------- |
| Видріха, село   | -           | 2572                   | 2914                   | 2378                   | 1885                   |
| Межовка, село   | -           | 380                    | 276                    | 211                    | 136                    |